# 1783 aux États-Unis
Pour des articles plus généraux, voir Chronologie des États-Unis et 1783.
Chronologie des États-Unis
- 1779
- 1780
- 1781
- 1782
- 1783
- 1784
- 1785
- 1786
- 1787

Cette page concerne des événements d'actualité qui se sont produits durant l'année 1783 du calendrier grégorien aux États-Unis.

## Gouvernement
- Congrès de la Confédération

## Événements
- 3 février : l'Espagne reconnaît l'indépendance des États-Unis d'Amérique[1].
- 4 février : le Royaume-Uni déclare vouloir cesser les hostilités avec les États-Unis[2].
- 10 mars : victoire navale américaine sur le Royaume-Uni au large de la Floride[3].
- 15 mars : échec de la conspiration de Newburgh[4].
- 15 avril : ratification des préliminaires de paix par le Congrès continental[5].
- 26 avril : 7 000 loyalistes quittent le port de New-York pour le Canada[1].
  - Expulsion de 100 000 loyalistes, fidèles au Royaume de Grande-Bretagne pendant la guerre d’indépendance et confiscation de leurs biens. Ils s’établissent en majorité au Canada mais aussi aux Antilles et au Royaume-Uni. Le Parlement britannique vote 16 millions de livres sterling de crédit pour aider les réfugiés. Les États mettent en vente les biens confisqués. Comme les loyalistes sont souvent de grands propriétaires, voire des propriétaires de colonie (les Penn en Pennsylvanie ou les Baltimore au Maryland), le transfert de propriété vers les États porte sur des dizaines de milliers d’hectares. La redistribution fournit une double possibilité aux chefs révolutionnaires : s’enrichir, eux et leurs amis, et distribuer des lopins aux petits fermiers afin de s’assurer de leur soutien le plus large au nouveau régime.
- Avril : abolition de l'esclavage au Massachusetts.
- 13 mai : fondation de la Société des Cincinnati
- 26 mai : A Great Jubilee Day est tenu à Trumbull (Connecticut) pour célébrer la fin de la révolution américaine.
- 20 juin : mutinerie dans l’armée de Pennsylvanie. Quatre-vingts soldats réclamant leur solde font irruption à Independence Hall, le quartier général du Congrès de la Confédération à Philadelphie et en obligent les membres à se réfugier à Princeton dans le New Jersey[6].
- 30 juin : le Congrès se réunit à "Nassau Hall" à Princeton dans le New Jersey. C'est donc la capitale jusqu'au 4 novembre 1783.
- 16 juillet : le gouverneur Britannique du Canada octroie des terres aux loyalistes américains.

- 3 septembre :

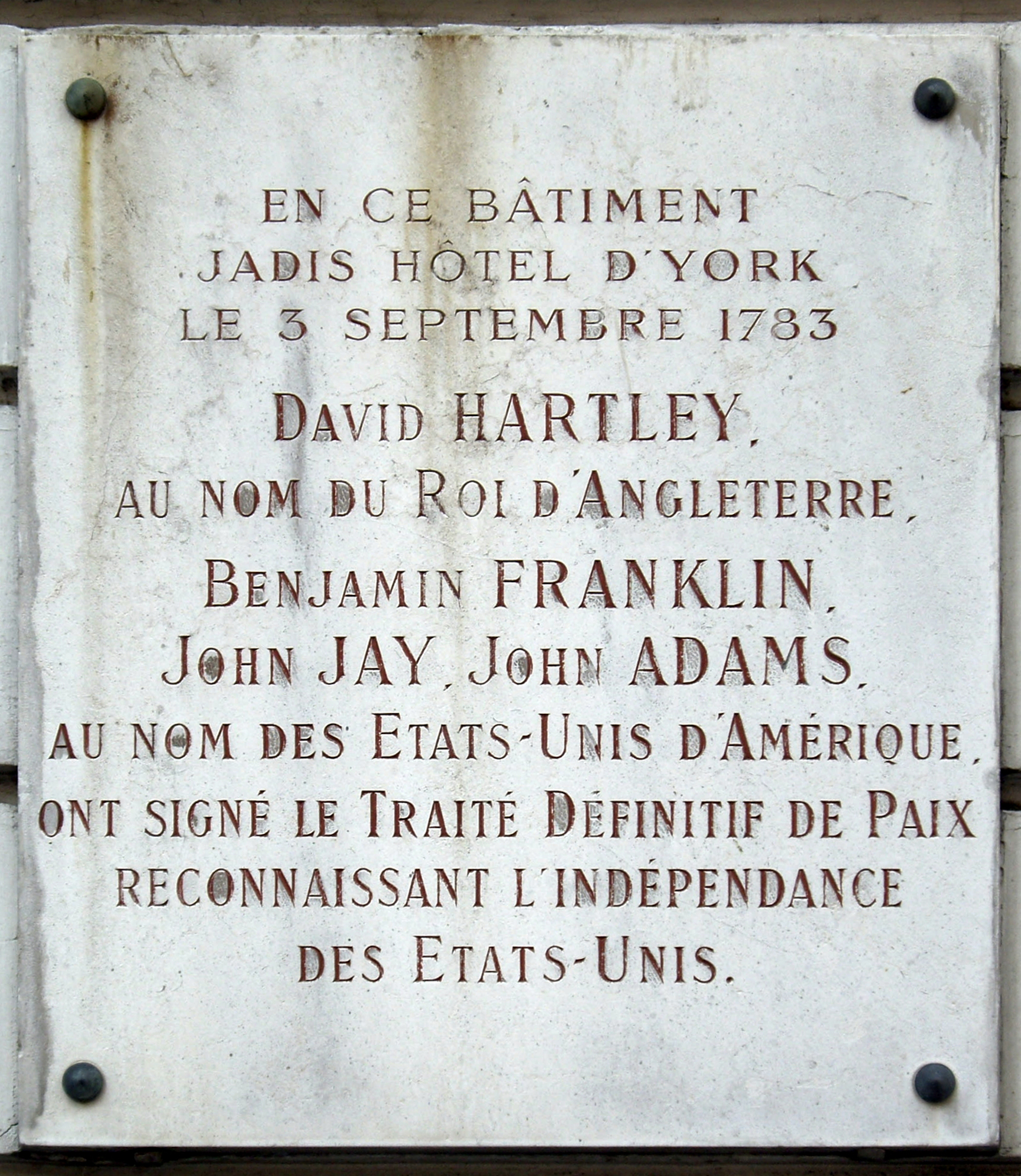
3 septembre : plaque commémorative du traité de Paris, fixé à l'immeuble de la rue Jacob (no 56) où fut signé le traité.

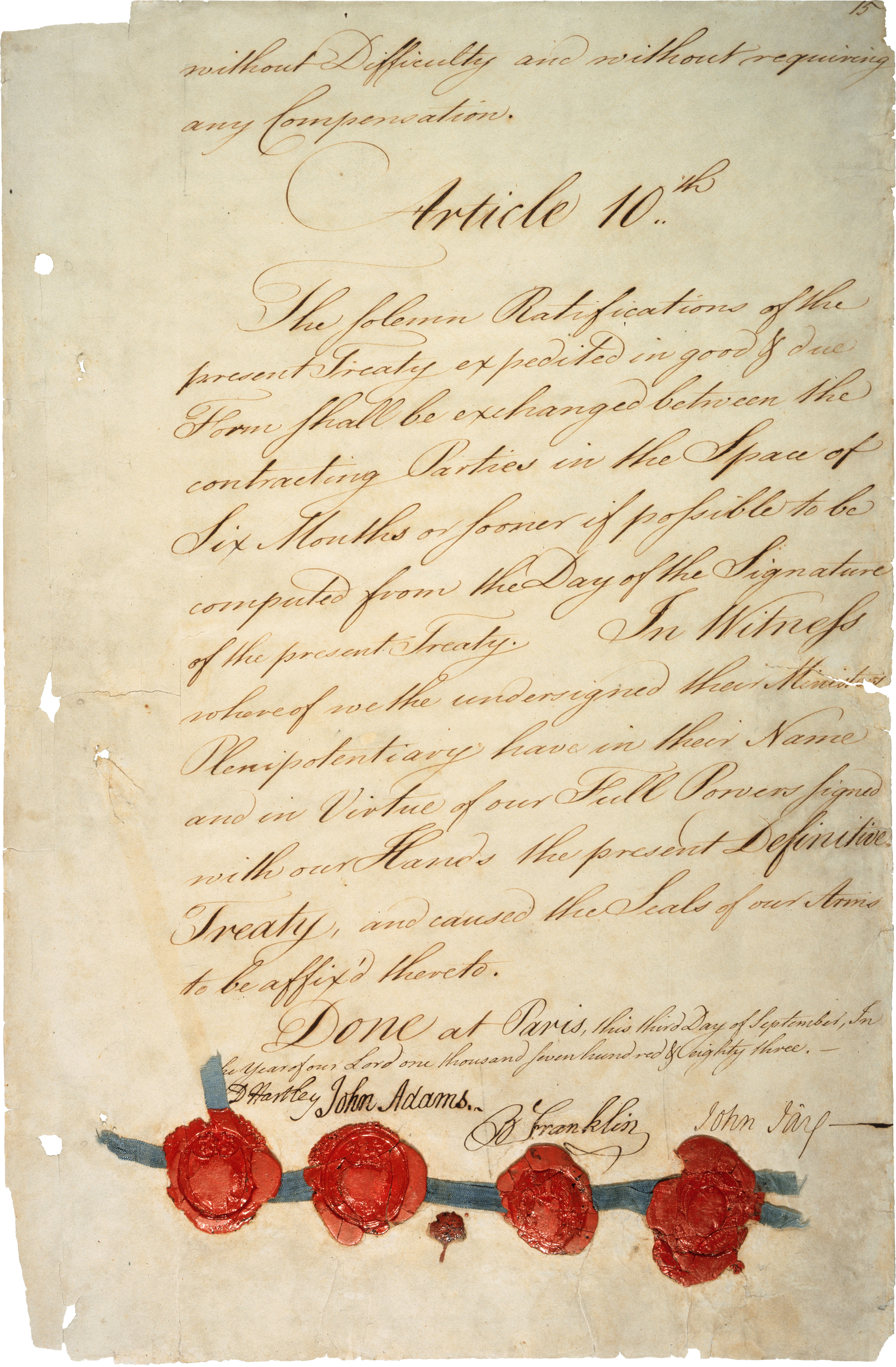
3 septembre : la dernière page du Traité de Paris

  - Le traité de Paris met un terme à la guerre d'indépendance des États-Unis d'Amérique. Il est signé entre les représentants des treize colonies américaines et les représentants britanniques. Les Grands Lacs forment la frontière nord, le Mississippi la frontière occidentale. Les Britanniques renoncent à la vallée de l’Ohio.
  - Traité de Versailles. Le Royaume-Uni restitue à l'Espagne Minorque et la Floride, mais garde Gibraltar. La France récupère ses comptoirs en Inde et au Sénégal de plus le Royaume de Grande-Bretagne lui cède quelques îles aux Antilles.
- 9 septembre : Dickinson College devient la première université fondé aux États-Unis.
- 2 novembre : à Rocky Hill (New Jersey), le Général George Washington prononce Farewell Address to the Army, (Adresse d'adieu à l'armée)
- 3 novembre : Thomas Mifflin est élu Président du Congrès continental.
- 25 novembre : les dernières troupes britanniques quittent New York[7].
- 26 novembre : le Congrès continental se réunit à "Maryland State House" à Annapolis dans le Maryland. C'est donc la capitale jusqu'au 19 août 1784.
- 4 décembre : à Fraunces Tavern dans la ville de New York, le Général George Washington fait un adieu officiel à ses officiers.
- 23 décembre : George Washington démissionne de son poste de commandant en chef de l’armée continentale au Congrès de la Confédération à Annapolis. Il se retire dans sa maison de Mount Vernon.
- Entre 1783 et 1787, le Congrès ne réussit pas à faire reconnaître son autorité sur les divers États. Il a financé la guerre et contracté des dettes considérables, et sans moyens de pression sur les États, n’a aucun moyen de les rembourser. Les États ont des politiques fiscales variables et peu de rentrées. La plupart émettent des billets. Cette inflation-papier et l’absence d’une monnaie unique créent une situation économique difficile. Les divers États ont des politiques douanières variables.
- La population de la république fédérale est de trois millions d’habitants répartis sur 2 millions de kilomètres carrés.

## Naissances
- 3 avril : Washington Irving, né dans le quartier de Manhattan, à New York, mort le 28 novembre 1859 à Tarrytown, écrivain américain du début du XIXe siècle.

## Décès

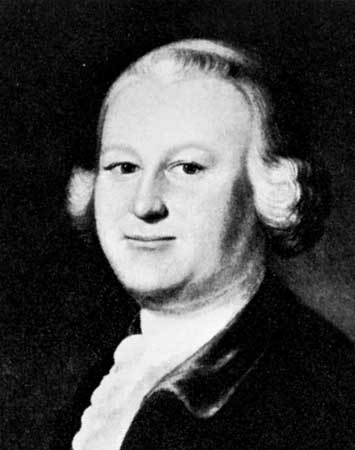
James Otis, Jr. par J. Blackburn

- 23 mai : James Otis Jr., (né le 5 février 1725), avocat de la colonie du Massachusetts et l'un des penseurs de la révolution américaine. On lui attribue généralement le slogan « Taxation without Representation is Tyranny. »[8]
- 22 novembre : John Hanson (né le 14 avril 1721), premier président du second congrès continental américain.

#### Articles généraux
- Chronologie de la révolution américaine
- Révolution américaine
- Guerre d'indépendance des États-Unis
- France dans la guerre d'indépendance des États-Unis
- Histoire des États-Unis de 1776 à 1865
- Évolution territoriale des États-Unis
- Liste des batailles de la Guerre d'indépendance américaine (1776-1783)

#### Articles sur l'année 1783 aux États-Unis
- Traité de Paris (1783)
- Traité de Versailles (1783)
- Bataille au large de la Floride